# Gustav Nötzold

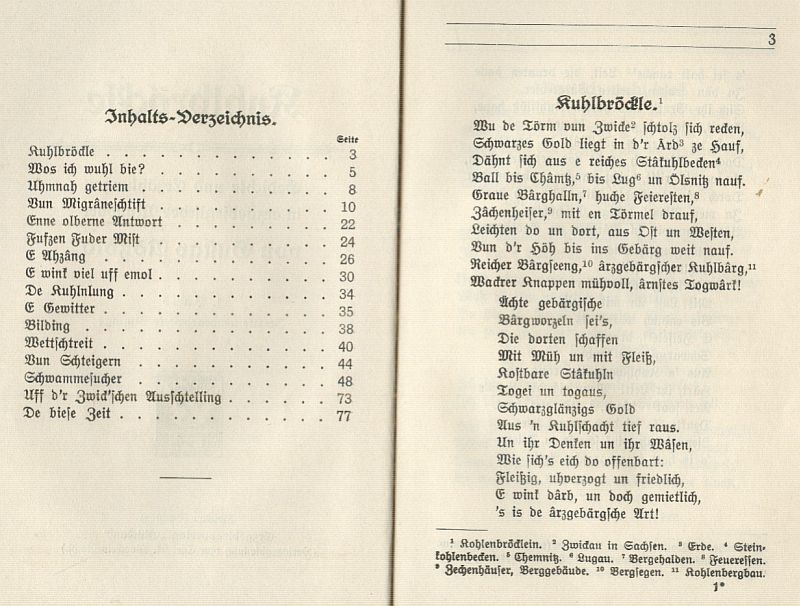
Text und Gedicht der ersten Seite seiner Kuhlbröckle Mundartreihe im erzgebirgischen Dialekt, die dem Heftband ihren Namen gaben

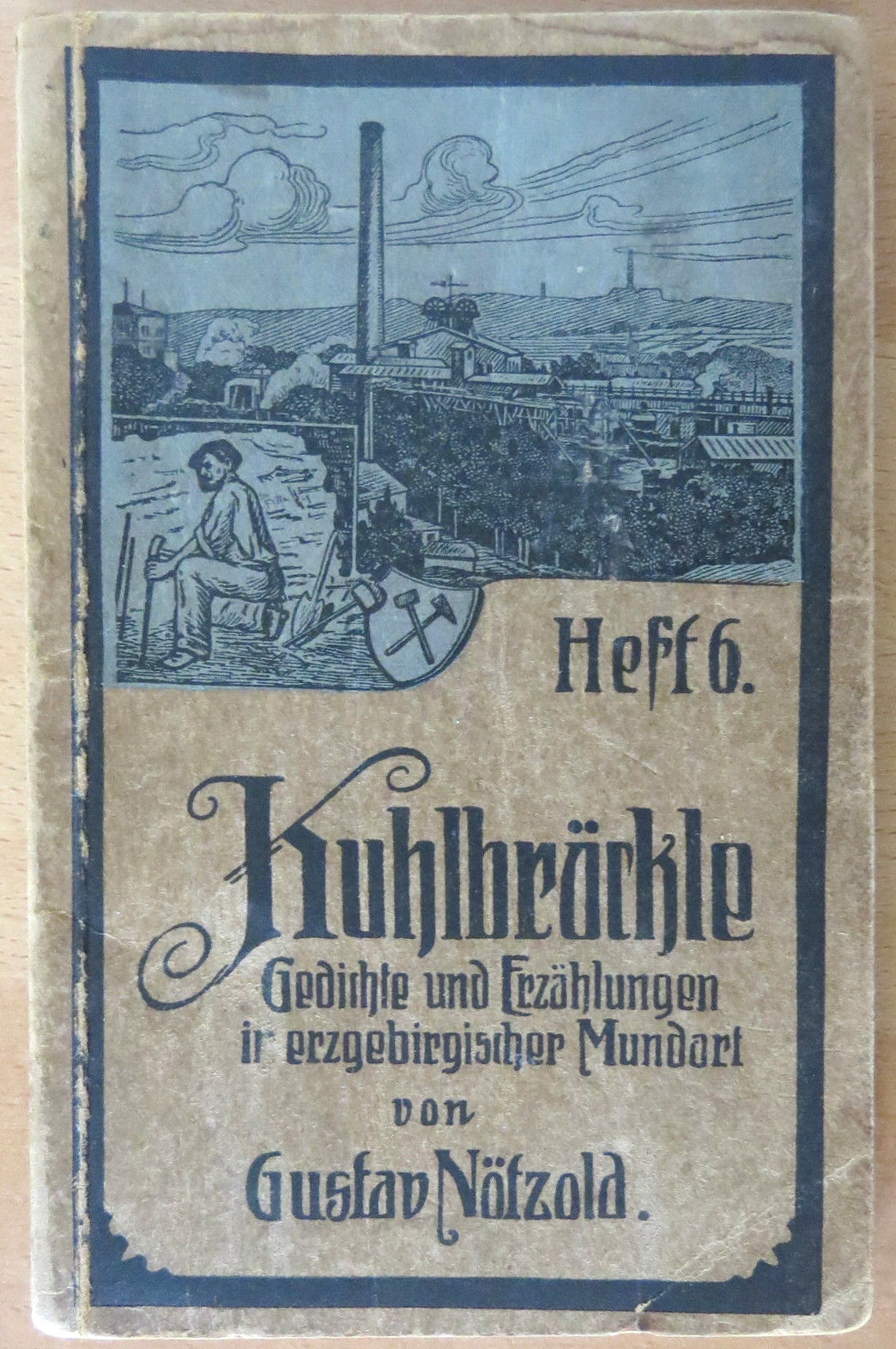
Vorderseite von Band 6 seiner 9-bändigen Mundartreihe Kuhlbröckle

Gustav Nötzold (* 4. Oktober 1871 in Cainsdorf; † 27. November 1939 in Budenheim) war ein Bergmann und späterer lokal bekannter Mundartdichter des westlichen Erzgebirges, der auch Lieder, Gedichte und Erzählungen in Hochdeutsch verfasste.

## Biographie
Nötzold war der Sohn eines Eisengießers aus der Cainsdorfer Königin Marienhütte und hatte 14 Geschwister. Nach dem Bürgerschulbesuch in Werdau, wohin seine Eltern 1879 gezogen waren, wurde er 1886 zunächst Tagejunge im Zwickauer Steinkohlenrevier. Im Alter von 17 Jahren besuchte er die Bergschule Zwickau, nach deren Abschluss er die Beamtenlaufbahn zuerst als Steiger und Reviersteiger im Bergbau einschlug. Von 1919 bis 1937 war er Betriebsführer der Budenheimer Kalksteinbrüche des Bonner Bergwerks- und Hütten-Vereins (Oberkassel).
Nötzold trat zum 1. August 1930 der NSDAP bei (Mitgliedsnummer 279.579) und wurde 1933 kommissarischer Bürgermeister von Budenheim.
Nötzold war verheiratet. Seine Frau Hilma starb wenige Monate vor ihm im Februar 1939.

## Werke
Zu seinen bekanntesten Publikationen zählen die zwischen 1906 und 1939 erschienenen neun Hefte der Reihe „Kuhlbröckle“ (= Kohlebröckchen) mit Anekdoten, Gedichten und Geschichten aus dem Alltag der Zwickauer Bergleute. Er gab auch kriegsverherrlichende Postkarten mit Dichtungen wie zum Beispiel „Deutsche Zuversicht“ und „Die dicke Berta“ im Ersten Weltkrieg im Selbstverlag heraus. Er war Mitglied im Zwickauer Männergesangverein „Liederkranz“. Schriften seines Schaffens für den Gesangsverein befinden sich heute im Stadtarchiv Zwickau.
- Kuhlbröckle. Gedichte und Erzählungen in erzgebirgischer Mundart, Selbstverlag: Zwickau i. S., Heringsbrauerei, später Erzgebirgsverlag Glückauf, Zwickau 1906–1939, je. Heft ca. 80 Seiten
- Lieb Vaterland. Vaterländische und Kriegs-Gedichte. Zu Gunsten der Stiftung Heimatdank, Hrsg./Verlag: Carl R. Moeckel, Zwickau 1916, 132 Seiten[2]